# Guillermo José Garlatti
Guillermo José Garlatti, archevêque catholique de Bahía Blanca, est né à Forgaria nel Friuli dans la province de Frioul-Vénétie Julienne (au nord de l'Italie) le 12 juillet 1940.

## Biographie
Ses parents s'installent à La Plata, Argentine quand il est enfant. Il finit ses études primaires et secondaires à La Plata, puis étudie au séminaire. Ordonné prêtre le 5 juillet 1964 à San Cayetano, La Plata, où il accomplit ses études de théologie à l'université catholique argentine.
Il devient évêque en 1994, comme associé de l'archidiocèse de La Plata puis il est nommé évêque du diocèse de San Rafael, Province de Mendoza, Argentine. Finalement, le pape le consacre archevêque de Bahía Blanca, en lui imposant le Pallium à Saint-Pierre, au Vatican le 10 mai 2003. Il succède à Rómulo García.